# Anton Keschmann
Anton Keschmann (n. 12 martie 1870, Gura Humorului, Ducatul Bucovinei, Austro-Ungaria – d. 22 februarie 1947, Waiern⁠(d), Carintia, Austria) a fost un funcționar public și politician austriac.

## Biografie
În 1888 a absolvit Gimnaziul Superior de Stat din Rădăuți (Staats-Ober-Gymnasium Radautz), după care a studiat dreptul la Cernăuți.
Keschmann a parcurs cariera clasică a unui funcționar public chezaro-crăiesc și a fost numit în 1906 în funcția de căpitan districtual (Bezirkshauptmann) de Cernăuți, adică șef al administrației districtului Cernăuți.
Din 1907 a fost deputat în Parlamentul Austriei din partea Partidului Agrarienilor Germani (Partei der deutschen Agrarier), iar din 1910 a fost membru în Dieta Bucovinei, unde a fost ales ca membru al comisiei provinciei. În calitate de parlamentar bucovinean vorbitor de limbă germană, în perioada 21 octombrie 1918 - 16 februarie 1919 a fost membru al Adunării Naționale Provizorii a Republicii Austria. După 1919, s-a implicat intens în favoarea germanilor expulzați din fosta regiune Bucovina. Din 1921 până în 1934 a fost întâi membru și apoi președinte al Senatului Curții administrative de ultimă instanță în Austria (Verwaltungsgerichtshof). După pensionare s-a retras în Carintia.
Până la moarte, Keschmann a rămas membru de onoare în două asociații studențești de tip „Burschenschaft”, Arminia și Teutonia din Cernăuți.

## Legături externe
- de Keschmann Anton. În: Österreichisches Biographisches Lexikon 1815–1950 (ÖBL) (Lexiconul biografic austriac). Vol. 3, Editura Academiei Științifice din Viena, 1965, p. 310.
- Biografie, date din anul 1996 despre Anton Keschmann din [Parlamentul Austriac]